# 死霊のはらわたII
『死霊のはらわたII』（しりょうのはらわたツー、原題：Evil Dead II または Evil Dead II: Dead by Dawn）は、1987年公開のアメリカのスプラッター・ホラー映画。
1981年公開の『死霊のはらわた』の続編であり、そのラスト以降のストーリーが描かれるが、前作に相当する部分のプレストーリーが異なる設定で描かれており、実質的にはリメイクに近い内容である。

## ストーリー
ガールフレンドのリンダ（デニス・ビクスラー）と共にドライブ中に見つけた山荘に勝手に入り込んだアッシュ（ブルース・キャンベル）は、そこで死者の書とテープレコーダーを発見する。アッシュが興味本位でテープレコーダーを再生した為、録音されていた森の悪霊を復活させる呪文が流れ、取り憑かれたリンダが死霊と化してしまう。襲ってきたリンダの首を切断し、山荘の外に埋葬するアッシュ。その時、背後から何かがアッシュに迫り襲い掛かるのだった。
吹き飛ばされたアッシュは取り憑かれて死霊と化してしまう。しかしその瞬間夜明けが来て正気に戻るアッシュ。何とか日の明るいうちに脱出を試みるも、途中の橋が落ちていた為森を出る事は出来ず、結局日没となり山荘に逃げ帰る。そこに首を切断されたリンダの死霊が再びアッシュに襲い掛かる。アッシュは納屋にあったチェーンソーでリンダを返り討ちにするが、リンダに噛み付かれた右手が死霊に取り憑かれてしまう。アッシュは取り憑かれた自分の右手との格闘の末、その手を切り落としてしまう。
そこに山荘の持ち主である考古学者レイモンド・ノウビー（ジョン・ピークス）の娘、アニー・ノウビー（サラ・ベリー）とその仲間たちが連絡の取れない両親に会うため山荘を訪れ、尋常でない様子のアッシュを発見。アッシュを地下室に閉じ込めてしまう。アニー達は山荘に残された父親の手紙とカセットテープから母親ヘンリエッタ・ノウビー（ルー・ハンコック）が死霊と化し地下室にまだいることを知り、アッシュを解放するが、他の仲間たちは次々と森の悪霊に襲われ、殺されるか取り憑かれ死霊と化していくのだった。アッシュも再び取り憑かれアニーを襲うが、リンダのペンダントに触れた事で正気に戻る。
右腕の切断部にチェーンソーを結わえ付け武装したアッシュは、襲ってきたヘンリエッタと格闘。その間にアニーは死者の書に書かれた死霊を時空の裂け目に追い返す呪文を読もうとするが、アッシュの切断した右手がアニーをナイフで刺してしまう。瀕死の状態で呪文を言い終えるアニー。すると大きな黒い穴が出現し、邪悪な森の木々をすべて吸い込んでいく。安堵するアッシュだが自分もその中に一緒に引き込まれてしまう。
空中に吐き出され地面に落下したアッシュは中世にタイムスリップしており、甲冑を着込んだ兵士に囲まれる。そこに翼を生やした悪魔が飛来するが、アッシュは持っていたライフルでこれを一撃で粉砕し、兵士たちから英雄として歓喜の声で迎えられる。
死者の書に書かれていた1300年に死霊を滅ぼした「空からの男」とは、アッシュの事だったのだ。

## キャスト
| 役名                   | 俳優                 | 日本語吹替                  |
| 役名                   | 俳優                 | テレビ東京版                |
| ---------------------- | -------------------- | --------------------------- |
| アッシュ               | ブルース・キャンベル | 大塚芳忠                    |
| アニー・ノウビー       | サラ・ベリー         | 佐々木優子                  |
| ジェイク               | ダン・ヒックス       | 西村知道                    |
| ボビー・ジョー         | キャシー・ウェズリー | 井上喜久子                  |
| リンダ                 | デニス・ビクスラー   | 伊藤美紀                    |
| エド・ゲットリー       | リチャード・ドメイア | 江原正士                    |
| レイモンド・ノウビー   | ジョン・ピークス     | 大木民夫                    |
| ヘンリエッタ・ノウビー | ルー・ハンコック     | 竹口安芸子                  |
| 憑かれたヘンリエッタ   | セオドア・ライミ     | 竹口安芸子                  |
| 中世の兵士             | サム・ライミ         | 星野充昭                    |
| 語り手                 |                      | 大塚明夫                    |
|                        |                      |                             |
| 演出                   |                      | 高橋剛                      |
| 翻訳                   | 家本千恵子           | 中村久世                    |
| 調整                   |                      | 高久孝雄                    |
| 効果                   |                      | リレーション                |
| 担当                   |                      | 熊沢博之 大谷俊賢           |
| 配給                   |                      | 東北新社                    |
| プロデューサー         |                      | 小長光信                    |
| 制作                   |                      | テレビ東京 東北新社         |
| 初回放送               |                      | 1991年8月3日 『シネクラブ』 |

## スタッフ
- 監督：サム・ライミ
- 製作：ロバート・G・タパート
- 製作総指揮：アーヴィン・シャピロ、アレックス・デ・ベネデッティ
- 脚本：サム・ライミ、スコット・スピーゲル
- 撮影：ピーター・デミング
- 編集：ケイ・デイヴィス
- 特殊撮影：バート・ピアーズ
- 特殊メイク：マーク・シャストロム
- 音楽：ジョセフ・ロデュカ